# Steinberg (Dorfen)
Steinberg ist ein Gemeindeteil der Stadt Dorfen im oberbayerischen Landkreis Erding.

## Lage
Die Einöde Steinberg liegt auf halbem Weg zwischen Schwindkirchen und der Autobahn A 94 etwa fünf Kilometer südwestlich des Stadtzentrums von Dorfen.

## Bevölkerungsentwicklung
Um 1871 gab es in Steinberg fünf Einwohner. Im Mai 1987 lebten dort zehn Einwohner in zwei Wohngebäuden, von denen eines in zwei Wohnungen aufgeteilt war.
| Jahr      | 1925 | 1950 | 1970 | 1987 |
| Einwohner | 5    | 23   | 16   | 10   |